# Benton County (Mississippi)
 For alternative betydninger, se Benton County. (Se også artikler, som begynder med Benton County)
34°49′N 89°11′V / 34.82°N 89.19°V
Benton County er et county i den amerikanske delstat Mississippi. Det samlede areal er 1 058 km², hvoraf 1 054 km² er land.
Administrativt centrum er Ashland.